# 137-й гаубичный артиллерийский полк
137-й гаубичный артиллерийский Краснознамённый полк, также мог называться 137-й гаубичный артиллерийский полк Резерва Главного Командования или 137-й гаубичный артиллерийский полк большой мощности — воинская часть Вооружённых Сил СССР в Великой Отечественной войне.

## История
Полк сформирован в г. Чугуеве 21 декабря 1931 года, получив наименование «Чугуевская учебная батарея» с подчинением непосредственно начальнику артиллерии Украинского военного округа. С июня 1933 года с полка снимается условное наименование «Чугуевская учебная батарея» и используется наименование 137 артиллерийский полк РГК. При разделении Украинского военного округа полк входит в состав Харьковского военного округа.
В 1931 году полк наряду с другими частями и соединениями участвовал в постройке Харьковского тракторного завода. В 1933 году личный состав полка участвовал в постройке Харьковского паровозостроительного завода, за что был награждён Красным знаменем.
Полк принимал участие в Польском походе 1939 года, Зимней войне 1939—1940 гг. и в Прутском походе 1940 года.
Участие в Польском походе: 7 сентября 1939 года полк отмобилизовыввается и формирует дополнительно два полка — из 1-го дивизиона формируется 330 гап БМ, из 2-го дивизиона — 331 гап БМ. 3-й дивизион, штабная батарея полка и парковая батарея переформировались в 137 гап БМ. Сформированные полки убыли для участия в операции по присоединению Западной Украины и Западной Белоруссии: 330 гап БМ — 18 августа, а 137 гап БМ — 25 сентября 1939 года. В пути 137 гап БМ получил распоряжение сосредоточиться г. Проскуров. К 5 сентября полк сосредоточился в г. Проскурове, к 19 октября 1939 года — по приказанию начальника артиллерии КОВО полк сосредоточился в г. Винница, совершив 125-километровый марш полком.
Участие в Зимней войне: 21 декабря 1939 года полк получил приказ командующего КОВО о подготовке к отправке на Северо-Западный фронт. Полк доукомплектовывается личным составом из 331 гап БМ (г. Житомир), тракторами, машинами и прицепами из 330 гап БМ (г. Дубно), 331 гап БМ, автобатальонов (ст. Казатин) и 450 склада НКО (г. Тернополь). С 5-го по 10 января 1940 года полк 11-ю эшелонами следует со ст. Винница до ст. Териоки. К 15 января полк в полном составе поступает в распоряжение командующего 7-й Армией. 25 января полк переходит в подчинение командующему 13-й Армией. С 5 февраля по 16 марта 1940 года полк принимает участие в боевых действиях. 19-26 апреля 1940 года полк производит погрузку на ст. Лейпясуо переезжает в г. Винницу.
Участие в Прутском походе: 10 июня 1940 года 137 гап БМ получает приказ командира 37 СК об участии в присоединении Бессарабии. С 23 по 28 июня 1940 года полк занимает боевой порядок на участке 80 сд 40 СК 8 Армии, проводит полное оборудование опорных и наблюдательных пунктов, ведёт разведку в готовности к открытию огня. 28 июня 1940 года согласно приказу свёртывает боевой порядок. 19 июля 1940 года своим ходом следует в лагерь Юзвин, совершая 180-километровый марш и к 23 июля в полном составе сосредотачивается в лагере.
Стоит отметить, что после передачи личного состава и техники, 331-й гап БМ был переформирован в гап РГК со 152-мм МЛ-20 и только к июлю 1940 года вновь стал гап БМ.
К началу Великой Отечественной войны в четырёхдивизионном полку на вооружении состояли 24 203-мм орудия Б-4. На 22 июня 1941 года дислоцируется в Виннице. На второй день войны из состава полка выделен 515-й гаубичный артиллерийский полк
В действующей армии во время Великой Отечественной войны с 25 июня 1941 по 25 августа 1941 и с 4 декабря 1941 по 8 ноября 1942 года.
На 1 июля 1941 года находится во фронтовом резерве в Виннице, начал выдвижение, к утру 2 июля 1941 года достиг Луки Барские. К 9 июля 1941 года занял вблизи Днестра, ведёт там боевую деятельность. На 22 июля 1941 года полк получил приказ сосредоточиться в районе восточнее Соболевки и начать отход.
На 6 августа 1941 года находится на привале в районе села Давыдов Брод, имея задачей отступать в район Степовой.
На 13 августа 1941 года полк занял боевой порядок в районе Водяное — Каменка-Днепровская с задачей прикрывать огнём переправы на Днепре в направлениях Беленькое, Никополь. 25 августа 1941 года снят с позиций и переправлен в тыл.
В конце ноября 1941 года направлен на Волхов, где обеспечивает артиллерийскую поддержку войскам Волховского фронта на заключительном этапе наступления от Тихвина и в ходе всей Любанской операции, в частности ведёт обстрел укреплённой полосы в районе Любцы, Копцы. В апреле 1942 года из состава полка выделен 1196-й гаубичный артиллерийский полк. Осенью 1942 года поддерживает советские войска в ходе Синявинской операции. В конце октября 1942 года вновь отведён в тыл.
В июле 1943 года обращён на формирование 120-й гаубичной артиллерийской бригады.

## Подчинение
| Дата            | Фронт (округ)                                              | Армия             | Корпус | Дивизия | Примечания                             |
| --------------- | ---------------------------------------------------------- | ----------------- | ------ | ------- | -------------------------------------- |
| 22.06.1941 года | Одесский военный округ                                     | -                 | -      | -       | -                                      |
| 01.07.1941 года | Южный фронт                                                | -                 | -      | -       | -                                      |
| 10.07.1941 года | Южный фронт                                                | 18-я армия        | -      | -       | -                                      |
| 01.08.1941 года | Южный фронт                                                | 18-я армия        | -      | -       | -                                      |
| 01.09.1941 года | Приволжский военный округ                                  | -                 | -      | -       | -                                      |
| 01.10.1941 года | Приволжский военный округ                                  | -                 | -      | -       | -                                      |
| 01.11.1941 года | Приволжский военный округ                                  | -                 | -      | -       | -                                      |
| 01.12.1941 года | Резерв Ставки ВГК                                          | -                 | -      | -       | -                                      |
| 01.01.1942 года | Волховский фронт                                           | -                 | -      | -       | -                                      |
| 01.02.1942 года | Волховский фронт                                           | 4-я армия         | -      | -       | -                                      |
| 01.03.1942 года | Волховский фронт                                           | 52-я армия        | -      | -       | без 4-го дивизиона в составе 4-й армии |
| 01.04.1942 года | Волховский фронт                                           | 52-я армия        | -      | -       | без 4-го дивизиона в составе 4-й армии |
| 01.05.1942 года | Ленинградский фронт (Группа войск Волховского направления) | 52-я армия        | -      | -       | -                                      |
| 01.06.1942 года | Ленинградский фронт (Волховская группа войск)              | 52-я армия        | -      | -       | -                                      |
| 01.07.1942 года | Волховский фронт                                           | 52-я армия        | -      | -       | -                                      |
| 01.08.1942 года | Волховский фронт                                           | 52-я армия        | -      | -       | -                                      |
| 01.09.1942 года | Волховский фронт                                           | 8-я армия         | -      | -       | -                                      |
| 01.10.1942 года | Волховский фронт                                           | 2-я ударная армия | -      | -       | -                                      |
| 01.11.1942 года | Московский военный округ                                   | -                 | -      | -       | -                                      |
| 01.12.1942 года | Московский военный округ                                   | -                 | -      | -       | -                                      |
| 01.01.1943 года | Московский военный округ                                   | -                 | -      | -       | -                                      |
| 01.02.1943 года | Московский военный округ                                   | -                 | -      | -       | -                                      |
| 01.03.1943 года | Московский военный округ                                   | -                 | -      | -       | -                                      |
| 01.04.1943 года | Московский военный округ                                   | -                 | -      | -       | -                                      |
| 01.05.1943 года | Московский военный округ                                   | -                 | -      | -       | -                                      |
| 01.06.1943 года | Московский военный округ                                   | -                 | -      | -       | -                                      |
| 01.07.1943 года | Резерв Ставки ВГК                                          | -                 | -      | -       | -                                      |

## Командиры
- полковник Фёдоров Георгий Иванович (с декабря 1931 года по август 1939 года)
- майор Самборский Кирилл Никитович (с августа 1939 года по август 1940 года)
- майор Лебедев (с августа 1940 года).

## Награды и наименования
| Награда                | Дата            | За что получена |
| ---------------------- | --------------- | --- |
| Орден Красного Знамени | 07.04.1940 года | За образцовое выполнение боевых заданий командования на фронте борьбы с финской белогвардейщиной, проявленные при этом доблесть и мужество. |

## Отличившиеся воины полка
| Награда | Ф. И. О.                     | Должность                       | Звание            | Дата награждения | Примечания       |
| ------- | ---------------------------- | ------------------------------- | ----------------- | ---------------- | ---------------- |
|         | Алпеев, Семён Павлович       | командир батареи                | младший лейтенант | 07.04.1940       | -                |
|         | Кулейкин, Павел Иванович     | командир батареи                | старший лейтенант | 07.04.1940       | -                |
|         | Кшенский, Александр Фадеевич | командир батареи                | лейтенант         | 07.04.1940       | погиб 11.08.1943 |
|         | Тарасов, Лука Фёдорович      | командир артиллерийского взвода | старший лейтенант | 07.04.1940       | -                |
|         | Шевенок, Демид Яковлевич     | командир батареи                | лейтенант         | 07.04.1940       | -                |

## Известные люди из состава полка
- Тетерин, Евгений Ефимович, артиллерист-разведчик, впоследствии Народный артист РСФСР[2]